# Malarça
Malarce-sur-la-Thines és un municipi francès situat al departament de l'Ardecha i a la regió d'Alvèrnia-Roine-Alps. L'any 2007 tenia 252 habitants.

## Demografia

### Població
El 2007 la població de fet de Malarce-sur-la-Thines era de 252 persones. Hi havia 131 famílies de les quals 61 eren unipersonals (35 homes vivint sols i 26 dones vivint soles), 31 parelles sense fills, 26 parelles amb fills i 13 famílies monoparentals amb fills.
La població ha evolucionat segons el següent gràfic:
Habitants censats

### Habitatges
El 2007 hi havia 319 habitatges, 135 eren l'habitatge principal de la família, 175 eren segones residències i 8 estaven desocupats. 309 eren cases i 7 eren apartaments. Dels 135 habitatges principals, 108 estaven ocupats pels seus propietaris, 21 estaven llogats i ocupats pels llogaters i 7 estaven cedits a títol gratuït; 5 tenien una cambra, 27 en tenien dues, 41 en tenien tres, 24 en tenien quatre i 37 en tenien cinc o més. 77 habitatges disposaven pel capbaix d'una plaça de pàrquing. A 77 habitatges hi havia un automòbil i a 49 n'hi havia dos o més.

### Piràmide de població
La piràmide de població per edats i sexe el 2009 era:
| Homes | Edats   | Dones |
| ----- | ------- | ----- |
| 0     | 95 o +  | 0     |
| 0     | 90 a 94 | 0     |
| 4     | 85 a 89 | 0     |
| 0     | 80 a 84 | 8     |
| 0     | 75 a 79 | 4     |
| 8     | 70 a 74 | 4     |
| 0     | 65 a 69 | 0     |
| 4     | 60 a 64 | 4     |
| 16    | 55 a 59 | 4     |
| 24    | 50 a 54 | 20    |
| 12    | 45 a 49 | 12    |
| 28    | 40 a 44 | 8     |
| 12    | 35 a 39 | 4     |
| 4     | 30 a 34 | 8     |
| 12    | 25 a 29 | 4     |
| 8     | 20 a 24 | 0     |
| 8     | 15 a 19 | 8     |
| 28    | 10 a 14 | 8     |
| 12    | 5 a 9   | 8     |
| 0     | 0 a 4   | 0     |

## Economia
El 2007 la població en edat de treballar era de 170 persones, 121 eren actives i 49 eren inactives. De les 121 persones actives 91 estaven ocupades (56 homes i 35 dones) i 30 estaven aturades (13 homes i 17 dones). De les 49 persones inactives 17 estaven jubilades, 4 estaven estudiant i 28 estaven classificades com a «altres inactius».

### Ingressos
El 2009 a Malarce-sur-la-Thines hi havia 112 unitats fiscals que integraven 220 persones, la mediana anual d'ingressos fiscals per persona era de 9.377 €.

### Activitats econòmiques
Dels 12 establiments que hi havia el 2007, 2 eren d'empreses de fabricació d'altres productes industrials, 3 d'empreses de construcció, 1 d'una empresa de comerç i reparació d'automòbils, 2 d'empreses d'hostatgeria i restauració, 1 d'una empresa financera, 1 d'una empresa de serveis i 2 d'empreses classificades com a «altres activitats de serveis».
Dels 4 establiments de servei als particulars que hi havia el 2009, 1 era un paleta, 1 guixaire pintor, 1 electricista i 1 restaurant.
L'any 2000 a Malarce-sur-la-Thines hi havia 23 explotacions agrícoles.

## Poblacions més properes
El següent diagrama mostra les poblacions més properes.